# Richard Birkeland

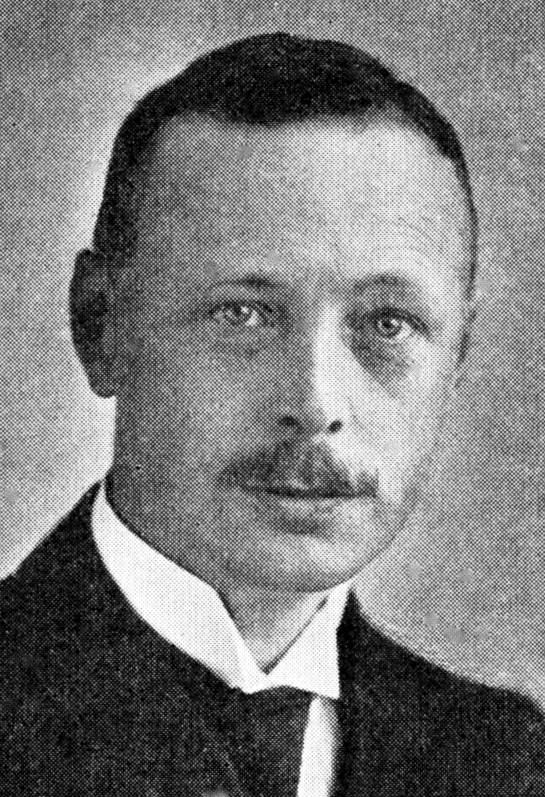
Richard Birkeland

Richard Birkeland (* 6. Juni 1879 in Farsund, Norwegen; † 10. April 1928 in Oslo) war ein norwegischer Mathematiker.

## Leben
Birkeland besuchte die Technische Schule in Oslo (damals Christiania), wo er von Elling Holst (1849–1915) in Mathematik unterrichtet wurde. Nach dem Examen (Magister Artium) 1901 ging er nach Paris, wo er bei Édouard Goursat, Henri Poincaré und Émile Picard hörte, und nach Göttingen, wo er bei David Hilbert und Felix Klein studierte. 1903 bis 1908 arbeitete er am staatlichen Rechenzentrum. 1910 wurde er Professor für Mathematik an der neu gegründeten Norwegischen Technischen Hochschule (NTH) in Trondheim. Er unterrichtete auch ein Jahr an seiner alten Technischen Schule in Oslo. Von 1916 bis 1917 war er stellvertretender Rektor und von 1920 bis 1923 Rektor der NTH. Ab 1923 war er Professor für angewandte Mathematik an der Universität Oslo.
Er befasste sich insbesondere mit algebraischen Gleichungen, die er mit hypergeometrischen Funktionen löste, und mit Differentialgleichungen.
Er war 1918 Gründungsmitglied der Norwegischen Mathematischen Gesellschaft.
Kristian Birkeland war sein Cousin und Øivind Birkeland seine Tochter. Er erhielt den Sankt-Olav-Orden und den Fridtjof-Nansen-Preis für herausragende Forschung.
1973 wurde eine Straße auf dem Universitätsgelände in Trondheim nach ihm benannt.